# Stari Grads slättland
Stari Grads slättland (kroatiska: Starogradsko polje) är ett slättland, kulturlandskap, arkeologiskt utgrävningsområde och världsarv öster om Stari Grad på ön Hvar i Kroatien. Det täcker en yta om 1 377 hektar och ligger mellan orterna Jelsa, Stari Grad och Vrbovska i den norra delen av ön.  
År 2008 upptogs Stari Grads slättland som Kroatiens sjunde världsarv på Unescos världsarvslista. I Kroatien är slättlandet ett naturskyddsområde med status som "särskilt landskap".

## Beskrivning
Kulturlandskapet är i det närmaste oförändrat sedan det koloniserades av joniska greker från Paros på 300-talet f.Kr. Den ursprungliga jordbruksverksamheten på slättlandet har bibehållits till våra dagar och karaktäriseras av vin- och olivodlingar samt geometriska jordlotter begränsade av låga stenmurar. Denna indelning som ursprungligen anlades av de grekiska kolonisatörerna har i stor utsträckning bibehållits och respekterats av lokalbefolkningen och härskare under de efterföljande århundradena.
Stari Grads slättland är ett exempel på den geografiska spridningen av de antika grekernas system för uppdelning av jordbruksmark i medelhavsområdet och jordbruksmarken har varit i kontinuerlig drift med samma initiala grödor som producerades för 2 400 år sedan. Detta vittnar och kulturlandskapets permanenta och hållbara utveckling genom århundradena vilket delvis ligger till grund för områdets världsarvsstatus.

### Fotnoter
1. 1 2 3 4 5 6 7 8 9 10 11  Unesco (engelska)
2. 1 2  Starogradsko-polje.net Arkiverad 25 november 2015 hämtat från the Wayback Machine. - Världsarvets officiella webbplats (kroatiska)